# قائمة الاتحادات الرياضية الدولية
هذه قائمة بالاتحادات الرياضية الدولية، كل منها يعمل كهيئة إدارية غير حكومية لرياضة معينة ويدير رياضتها على المستوى العالمي، وغالبًا ما تصنع القواعد، وتروج للرياضة للمشاهدين والمشجعين المحتملين، وتطوير اللاعبين المحتملين وتنظيم البطولات العالمية أو القارية. قد تشرف بعض الاتحادات الرياضية الدولية مثل الاتحاد الدولي للسباحة والاتحاد الدولي للتزلج على أنشطة متعددة يشار إليها بلغة مشتركة على أنها رياضات منفصلة: تحكم FINA، على سبيل المثال، السباحة والغطس والسباحة المتزامنة وكرة الماء باعتبارها تخصصات منفصلة داخل رياضة واحدة «الألعاب المائية».
تشكل الاتحادات الرياضية الدولية جزءًا لا يتجزأ من الحركات الأولمبية وأولمبياد المعاقين. يتم تمثيل كل رياضة أولمبية من قبل الاتحاد الرياضي الدولي الخاص بها، والذي بدوره يساعد في إدارة الأحداث الخاصة بكل منها خلال الألعاب. لكي تصبح الرياضة رياضة أولمبية، يجب الاعتراف بالاتحاد الرياضي الدولي الخاص بها من قبل اللجنة الأولمبية الدولية.
وبالمثل، يجب الاعتراف بالاتحاد الرياضي الدولي من قبل اللجنة البارالمبية الدولية لكي تصبح رياضته رياضة بارالمبية، على الرغم من أنه في الحالة الأخيرة، فإن العديد من الرياضات البارالمبية تُدار من قبل لجنة مخصصة من اللجنة البارالمبية الدولية نفسها، تحت العلامة التجارية العالمية لذوي الاحتياجات الخاصة، على سبيل المثال: ألعاب القوى في سباقات المضمار والميدان للرياضيين المعاقين تحكمها IPC نفسها، تحت اسم World Para Athletics. تخضع الرياضات البارالمبية الأخرى لهيكل المكافئ القادر جسديًا: على سبيل المثال، يحكم الاتحاد الدولي للدراجات كل من ركوب الدراجات البدني والبارالمبي.

## الاتحادات المعترف بها من قبل اللجنة الأولمبية الدولية

### اتحاد الاتحادات الصيفية الأولمبية الدولية
ما يلي معترف به من قبل اتحاد الاتحادات الصيفية الأولمبية الدولية:
- الألعاب المائية: الاتحاد الدولي للسباحة
- الرماية: الاتحاد العالمي للرماية
- ألعاب القوى: ألعاب القوى العالمية (الاتحاد الدولي لاتحادات ألعاب القوى سابقًا؛ الاتحاد الدولي لألعاب القوى)
- الريشة الطائرة: الاتحاد العالمي لكرة الريشة
- كرة السلة: الاتحاد الدولي لكرة السلة
- الملاكمة (للهواة): الرابطة الدولية للملاكمة (الرابطة الدولية للهواة سابقًا ؛ AIBA)
- التجديف: الاتحاد الدولي للقوارب
- ركوب الدراجات: الاتحاد الدولي للدراجات
- الفروسية: الاتحاد الدولي لرياضات الفروسية
- المبارزة: الاتحاد الدولي للمبارزة
- كرة القدم: الاتحاد الدولي لكرة القدم (الاتحاد الدولي لكرة القدم)
- الجولف: الاتحاد الدولي للجولف
- الجمباز: الاتحاد الدولي للجمباز
- كرة اليد: الاتحاد الدولي لكرة اليد
- هوكي الميدان: الاتحاد الدولي للهوكي
- الجودو: الاتحاد الدولي للجودو
- الخماسي الحديث: الاتحاد الدولي للخماسي الحديث
- التجديف: الاتحاد الدولي للتجديف
- اتحاد الرجبي: عالم الرجبي
- الإبحار: الإبحار العالمي (حتى ديسمبر 2015، الاتحاد الدولي للإبحار (إيساف))
- رياضة الرماية: الاتحاد الدولي لرياضة الرماية
- تنس الطاولة: الاتحاد الدولي لتنس الطاولة
- التايكوندو: التايكوندو العالمي
- التنس: الاتحاد الدولي للتنس
- الترياتلون: الاتحاد الدولي للترياتلون
- الكرة الطائرة وكرة الطائرة الشاطئية: الاتحاد الدولي للكرة الطائرة
- رفع الأثقال: الاتحاد الدولي لرفع الأثقال
- المصارعة: يونايتد وورلد ريسلينغ

### اتحاد الاتحادات الدولية للرياضات الشتوية الأولمبية
ما يلي معترف به من قبل الاتحاد الدولي للاتحادات الأولمبية الشتوية:
- بياثلون: اتحاد البياثلون الدولي
- الزلاجة الجماعية والهيكل العظمي: الاتحاد الدولي للزلاجة الجماعية والهيكل العظمي
- الكيرلنج: الاتحاد العالمي للكرلنج
- هوكي الجليد: الاتحاد الدولي لهوكي الجليد
- التزحلق على الجليد (بما في ذلك التزلج على الجليد والتزلج السريع والتزلج السريع قصير المسار): الاتحاد الدولي للتزلج
- الزحافات: الاتحاد الدولي للدورة التدريبية
- التزلج (بما في ذلك جبال الألب، الشمال مجتمعة، عبر الريف، حرة، القفز على الجليد، والتزلج على الجليد): الاتحاد العالمي للتزلج على الثلوج

### اتحاد الاتحادات الرياضية الدولية المعترف بها من اللجنة الأولمبية الدولية
ما يلي معترف به من قبل اتحاد الاتحادات الرياضية الدولية المعترف بها من رابطة الاتحادات الرياضية الدولية المعترف بها من قبل اللجنة الأولمبية الدولية: 
- الرياضات الجوية (بما في ذلك الأكروبات، وسباق الهواء، والمنطاد، والطيران الشراعي، والطيران الشراعي، والقفز بالمظلات / القفز بالمظلات): الاتحاد الدولي للرياضات الهوائية
- كرة القدم الأمريكية: الاتحاد الدولي لكرة القدم الأمريكية
- سباق السيارات: الاتحاد الدولي للسيارات
- باندي: الاتحاد الدولي للباندي
- البيسبول والكرة اللينة: اتحاد البيسبول العالمي للكرة اللينة
- بيلوتا الباسك: الاتحاد الدولي لبيلوتا فاسكا
- رياضات البلياردو (بما في ذلك بلياردو الكاروم وبلياردو الجيب والسنوكر): الاتحاد العالمي لرياضات البلياردو
  - كاروم: يونيون مونديال دي بيلارد
  - البلياردو: الرابطة العالمية للبلياردو
  - السنوكر: الاتحاد الدولي للبلياردو والسنوكر
- بولس: الاتحاد العالمي للبولينغ
  - بوتشي: اتحاد البوتشي الدولي
  - بول ليونيز: Fédération Internationale de Boules [الإنجليزية]‏
  - الكرة الحديدية: الاتحاد الدولي للكرة الحديدية
- البولينج: البولينج العالمي
  - البولينج (عشرة دبابيس) : الرابطة العالمية للبولينج
  - البولينج (تسعة دبوس): الرابطة العالمية للبولينج
- بريدج: اتحاد البريدج العالمي
- التشجيع: الاتحاد الدولي للتشجيع
- الشطرنج: الاتحاد الدولي للشطرنج [3][4][5]
- التسلق: الاتحاد الدولي لتسلق الجبال
- الكريكيت: المجلس الدولي للكريكيت.[6]
- الرقص الرياضي: الاتحاد العالمي للرقص الرياضي
- الكرة الأرضية: الاتحاد الدولي للكرة الأرضية
- القرص الطائر: الاتحاد العالمي للقرص الطائر
- Ice stock sport [الإنجليزية]‏: الاتحاد الدولي لIceStockSport
- الكاراتيه: الاتحاد العالمي للكاراتيه
- الكيك بوكسينغ: الرابطة العالمية لمنظمات الكيك بوكسينغ
- كرة السلة الهولندية: الاتحاد الدولي للعبة لكرة السلة الهولندية
- لاكروس: اتحاد لاكروس الدولي
- إنقاذ الحياة: الاتحاد الدولي لإنقاذ الحياة
- رياضة الدراجات النارية: الاتحاد الدولي للدراجات النارية
- موياي تاي: الاتحاد الدولي للموياي تاي
- كرة الشبكة: الاتحاد الدولي لكرة الشبكة
- التوجيه: الاتحاد الدولي للتوجيه
- بولو: الاتحاد الدولي للبولو
- ركوب الزوارق النارية [الإنجليزية]‏: Union Internationale Motonautique [الإنجليزية]‏
- كرة المضرب: الاتحاد الدولي لكرة المضرب
- الرياضات الدوارة (بما في ذلك الهوكي المضمّن، وسباق الأسطوانة، وهوكي التزلج، وديربي الأسطوانة، والتزلج على الألواح، والتزلج الفني على الأسطوانة): World Skate
- السامبو: الاتحاد الدولي لسامبو
- التزلج على الجبال: الاتحاد الدولي لتسلق الجبال
- رياضة التسلق: الاتحاد الدولي لرياضة التسلق
- الاسكواش: الاتحاد العالمي للاسكواش
- السومو: الاتحاد الدولي للسومو
- الركمجة: الاتحاد الدولي للركمجة
- شد الحبل: Tug of War International Federation [الإنجليزية]‏
- الرياضات تحت الماء: الاتحاد الدولي للأنشطة تحت المائية
- الالعاب الجامعية: الاتحاد الدولي للألعاب الجامعية
- التزلج على الماء:International Waterski & Wakeboard Federation [الإنجليزية]‏
- الووشو: اتحاد الووشو الدولي

## اتحادات معترف بها من قبل اللجنة البارالمبية الدولية
هناك 11 اتحادًا دوليًا معترفًا به من قبل اللجنة البارالمبية الدولية، بينما يعمل اللجنة البارالمبية الدولية نفسه باعتباره اتحادًا دوليًا لـ 10 رياضات.
في 30 نوفمبر 2016، اعتمدت اللجنة البارالمبية الدولية العلامة التجارية "World Para" لجميع الألعاب الرياضية العشر التي تحكمها بشكل مباشر.
- التزلج على جبال الألب: World Para Alpine Skiing
- الرماية: الاتحاد العالمي للرماية
- ألعاب القوى: العالم لألعاب القوى
- تنس الريشة: اتحاد بارابادمينتون العالمي / اتحاد تنس الريشة العالمي
- بوكيا: اتحاد بوكيا الرياضي الدولي [10]
- ركوب الدراجات: الاتحاد الدولي للدراجات
- الفروسية: الاتحاد الدولي لرياضات الفروسية
- القرص الطائر: الاتحاد العالمي للقرص الطائر
- التزلج الشمالي (بما في ذلك البياتلون والتزلج الريفي على الثلج): World Para Nordic Skiing
- رياضة الرقص البارا: World Para Dance Sport
  - في وقت إعادة تسمية «العالم بارا»، غيرت الاسم الرسمي للرياضة من «رياضة رقص الكراسي المتحركة» إلى «رياضة رقص بارا». [9]
- هوكي الجليد بارا: World Para Ice Hockey
- رفع الأثقال: World Para Powerlifting
- التجديف: الاتحاد الدولي للتجديف
- الإبحار: الرابطة الدولية للإبحار المعاقين
- الرماية: رماية العالم للرياضات
- التزلج على الجليد: اللجنة البارالمبية الدولية
- السباحة: اللجنة البارالمبية الدولية
- تنس طاولة بارا: الاتحاد الدولي لتنس الطاولة
- الكرة الطائرة: المنظمة العالمية للكرة الطائرة للمعاقين
- كرة السلة على الكراسي المتحركة: الاتحاد الدولي لكرة السلة على الكراسي المتحركة
- الكيرلنج: الاتحاد العالمي للكرلنج
- رجبي الكراسي المتحركة: الاتحاد الدولي للرجبي على الكراسي المتحركة
- تنس الكراسي المتحركة: الاتحاد الدولي للتنس

### منظمات خاصة بالإعاقة
- الرياضات البارالمبية للرياضيين المصابين بالشلل الدماغي: الرابطة الدولية للرياضة والترفيه الشلل الدماغي
- الاتحاد الدولي لرياضة القدرة
- كرة القدم السبعة لاعبين: الاتحاد الدولي لكرة القدم الشلل الدماغي
- كرة القدم الخماسية: الاتحاد الدولي لرياضات المكفوفين
- كرة الهدف: الاتحاد الدولي لرياضات المكفوفين
- الجودو: الاتحاد الدولي لرياضات المكفوفين
- مبارزة الكراسي المتحركة: الاتحاد الدولي للكراسي المتحركة والمبتورين
- إيناس للرياضيين ذوي الإعاقة الذهنية

## الرابطة العالمية للاتحادات الرياضية الدولية
الاتحادات التي يتم تضمين رياضاتها إما في الألعاب الأولمبية (ASOIF ، AIOWF) أو المعترف بها من قبل IOC (ARISF) هي أيضًا أعضاء في الرابطة العالمية للاتحادات الرياضية الدولية، المعروفة سابقًا باسم SportAccord. أعضاء آخرون في GAISF (غير معترف بها من قبل اللجنة الأولمبية الدولية) يؤلفون تحالف الأعضاء المستقلين المعترف بهم في الرياضة (AIMS).
- أيكيدو: الاتحاد الدولي للأيكيدو
- مصارعة الذراع: الاتحاد العالمي لمصارعة الذراع
- كمال الأجسام: الاتحاد الدولي لكمال الأجسام واللياقة البدنية
- الاتحاد الدولي لرياضة الصب
- الاتحاد الدولي للتشجيع
- لعبة السهام: الاتحاد العالمي للسهام
- سباق قوارب التنين: الاتحاد الدولي لقوارب التنين
- ضامة: الاتحاد العالمي للضامة
- Fistball : International Fistball Association (IFA)
- Go : International Go Federation (IGF)
- جوجوتسو: الاتحاد الدولي للجوجيتسو
- كندو: الاتحاد الدولي للكيندو
- لعبة الجولف المصغرة: الاتحاد العالمي لجولف المصغر
- رفع الأثقال: الاتحاد الدولي لرفع الأثقال
- سافات: الاتحاد الدولي للسافات
- سيباك تاكراو: اتحاد سيباكتاكرو الدولي
- رياضة الزلاجات للكلاب: الاتحاد الدولي لرياضة سليدوغ
- التنس اللينة: الاتحاد الدولي للتنس اللين
- الصيد: الاتحاد الدولي للصيد الرياضي

- ألعاب الكومنولث
- ألعاب الماجستير: الرابطة الدولية لألعاب الماجستير
- ألعاب البحر الأبيض المتوسط: اللجنة الدولية لألعاب البحر الأبيض المتوسط
- الألعاب العسكرية العالمية: المجلس الدولي للرياضة العسكرية
- ألعاب العقل: الرابطة الدولية للرياضات العقلية
- الرابطة الأولمبية العالمية
- باناثلون الدولية
- الألعاب البارالمبية: اللجنة البارالمبية الدولية
- الرياضة المدرسية: الاتحاد الدولي للرياضة المدرسية
- الأولمبياد الخاص: الأولمبياد الخاص
- الرابطة الدولية للمرافق الرياضية والترفيهية
- الاتحاد الدولي للرياضات الرياضية
- رياضة الصم: اللجنة الدولية لرياضة الصم
- الاتحاد الدولي للطب الرياضي
- الرابطة الدولية للصحافة الرياضية
- الألعاب العالمية: الجمعية الدولية للألعاب العالمية
- الألعاب الرياضية العالمية: العمال الدوليون والهواة في الاتحاد الرياضي
- الاتحاد العالمي للمدن الأولمبية
- الاتحاد العالمي لصناعة السلع الرياضية

## الاتحادات الرياضية الدولية الأخرى
- Aesthetic group gymnastics: International Federation of Aesthetic Group Gymnastics (IFAAG)
- Amputee football: World Amputee Football Federation (WAFF)
- Australian rules football: Australian Football International (AFI)
- Axe throwing: World Axe Throwing League (WATL)
- Beach handball: World Beach Handball Association (WBHA)
- Beach soccer: Beach Soccer Worldwide (BSWW), Fédération Internationale de Football Association (FIFA)
- Behcup: World Behcup Federation (WBF)
- Brazilian jiu-jitsu: International Brazilian Jiu-Jitsu Federation (IBJJF), Sport Jiu Jitsu International Federation (SJJIF)
- Bodyboarding: International Bodyboarding Association (IBA)
- Bodybuilding, Physique Sports, and Fitness: World Bodybuilding and Physique Sports Federation (WBPF)
- Boot throwing: International Bootthrowing Association (IBTA)
- Canadian Five-pin bowling: Canadian 5 Pin Bowlers Association (C5PBA)
- Bowls: Professional Bowls Association (PBA)
- Bowls: World Bowls (WB)
- Boxing: World Professional Boxing Federation (WPBF)
- Broomball: International Federation of Broomball Associations (IFBA)
- Cageball: Professional Cageball Association (PCA)
- Chess: International Amateur Chess Federation (IACF)
- Correspondence Chess: International Correspondence Chess Federation (ICCF)
- Corporate Football: International Federation of Corporate Football (FIFCO)
- Croquet: World Croquet Federation (WCF)
- Crossminton: International Crossminton Organisation (ICO)
- Debating: World Debating Council (WDC)
- Debating (in Spanish): Consejo Mundial de Debate (COMUDEES)
- Debating (in Spanish): Consejo Mundial de Debate (COMUDEES)
- eSports: International e-Sports Federation (IeSF)
- Dodgeball: World Dodgeball Federation (WDBF)
- Elephant Polo: World Elephant Polo Association (WEPF)
- Gaelic football: Gaelic Athletic Association (GAA)
- Gillidanda: Gilli Danda International Federation
- Goalball: International Blind Sports Federation (IBSA)
- Golf: The R&amp;A; United States Golf Association (USGA)
- Greyhound racing: American Greyhound Track Operators Association (AGTOA), National Greyhound Racing Club (NGRC)
- Gaelic handball: Irish Handball Council, United States Handball Association (USHA)
- Ham Radio Contesting, Amateur Radio Direction Finding, and High Speed Telegraphy: International Amateur Radio Union (IARU)
- Hapkido Boxing: Hapkido Boxing International Organization (HBIO)
- Harness horse racing: Harness Horsemen International (HHI), Union Europeenne du Trot (European Trotting Union) (UET)
- Horseback archery: International Horseback Archery Alliance (IHAA)
- Horse racing: International Federation of Horseracing Authorities (IFHA)
- Horseshoes: National Horseshoe Pitchers Association of America (NHPA)
- Hurling: Gaelic Athletic Association (GAA)0
- Intercrosse: Fédération Internationale d’Inter-Crosse (FIIC)
- Sport Jiu-Jitsu (Jujutsu): Sport Jiu Jitsu International Federation (SJJIF), Ju-Jitsu International Federation (JJIF)
- Krav Maga: International Krav Maga Federation (IKMF)
- Kendo: World Kendo Association
- Kabaddi: International Kabaddi Federation (IKF)
- Kickboxing: International Kickboxing Federation (IKF)
- Kin-Ball: International Kin-Ball Federation (IKBF)
- Kite Sports: International Federation of Kitesports Organisations (IFKO)
- Mallakhamb: Mallakhamb Confederation of World (MCW)
- Mixed martial arts: International Sport Combat Federation (ISCF)
- Modern Arnis: International Modern Arnis Federation (IMAF)
- Mountain running: World Mountain Running Association (WMRA)
- Mountainboarding: International Mountainboard Riders Association (IMRA)
- Muay Thai: International Kickboxing Federation (IKF)
- Obstacle racing and American Ninja Warrior: International Obstacle Sports Federation (IOSF)
- O-SPORT: World O-Sport Federation (WOF)
- Paddleball: National Paddleball Association (NPA)
- Padel: International Padel Federation (IPF)
- Parkour: World Freerunning Parkour Federation (WFPF)
- Pesäpallo (Finnish baseball): Pesäpalloliitto
- Pigeon racing: Royal Pigeon Racing Association (RPRA)
- Pogo stick: World Pogo Stick Federation (WPSF)
- Poker: International Federation of Poker (IFP)
- Pole dance: International Pole Sports Federation (IPSF)
- Practical shooting: International Practical Shooting Confederation (IPSC)
- Quidditch: International Quidditch Association (IQA)
- Quizzing: International Quizzing Association (IQA)
- Racketlon: Fédération Internationale de Racketlon (International Racketlon Federation) (FIR)
- Radio-controlled car racing: International Federation of Model Auto Racing (IFMAR)

- تجمع: الاتحاد الدولي للتجديف (IRF)

- Ringball : الاتحاد الدولي للعبة Ringball (IRBF)
- Ringette : الاتحاد الدولي Ringette (IRF)
- Rogaining : الاتحاد الدولي Rogaining (IRF)
- Rounders : National Rounders Association (NRA)
- Rock-It-Ball : الاتحاد الدولي لموسيقى الروك إت بول (IRIBF)
- القفز بالحبل: الاتحاد العالمي لتخطي الحبل (WRSC)، الاتحاد الدولي لتخطي الحبل (IRSF)، المنظمة العالمية لتخطي الحبل بين المدارس (WIRSO) [11]
- مكعب روبيك: رابطة المكعب العالمية (WCA)
- خمسات الرجبي: رابطة الرجبي فيز (RFA)
- دوري الرجبي: الاتحاد الدولي للرجبي (RLIF)
- Shinty : جمعية Camanachd
- Silambam: World Silambam Association (WSA)
- الريشة: الاتحاد الدولي للكرة الطائرة
- Skateboarding : الاتحاد العالمي للتزلج (WSF)؛ الاتحاد الدولي للتزلج (ISF)
- Skibobbing : الاتحاد الدولي Skibob (FISB)
- سباق سيارات السلوت: الرابطة الدولية لسباقات القمار (ISRA)
- رياضة الجوجيتسو: الاتحاد الدولي لرياضة الجوجيتسو (SJJIF)
- تكديس الرياضة: World Sport Stacking Association (WSSA)
- Sqay : المجلس الدولي لـ Sqay (ICS)
- هوكي الطاولة: الاتحاد الدولي لهوكي الطاولة (ITHF)
- كرة الطاولة (كرة الطاولة، فووسبالل): الاتحاد الدولي لكرة الطاولة (ITSF)
- بياتلون الخزان: الاتحاد الدولي للدبابات بياثلون
- Tchoukball : Fédération Internationale de Tchoukball
- ربط الخيام: الاتحاد الدولي لربط الخيام (ITPF)
- Throwball : International Throwball Federation (ITF)
- كرة القدم التي تعمل باللمس: اتحاد اللمسة الدولية (FIT)
- Unicycling : الاتحاد الدولي Unicycling (IUF)
- رياضة السيارات الافتراضية: الرابطة العالمية لرياضة السيارات الافتراضية (GVMA)
- Vovinam : الاتحاد الدولي Vovinam (IVF)، Vovinam-VietVoDao الاتحاد العالمي (VVWF)
- VX : Global VX [12]
- الجمباز على عجلات: الاتحاد الدولي للجمباز على العجلات
- اليوغا: Yogasports Confederation of World (YCW)

متنوع
- الاتحاد الدولي لألعاب الكرة (CIJB) (الكونفدرالية الدولية du Jeu de Balle)
- الرابطة الدولية لصيد الأسماك (IGFA)
- منظمة البولينج الدولية للمثليين (IGBO)
- الرابطة الدولية للخطابات والضربة (IPPA)
- الاتحاد الدولي للكرة الحلقية (IRBF)